# Suore minime della Passione di Nostro Signore Gesù Cristo
Le Suore Minime della Passione di Nostro Signore Gesù Cristo sono un istituto religioso femminile di diritto pontificio: i membri di questa congregazione pospongono al loro nome la sigla M.P.

## Storia
La congregazione venne fondata dalla beata Elena Aiello (1895-1961): dopo un'esperienza presso le Suore del Preziosissimo Sangue e dopo una sua guarigione attribuita all'intercessione di santa Rita da Cascia, il 29 gennaio 1928 aprì con alcune compagne in vico Revocati a Cosenza un asilo dedicato a santa Teresa del Bambin Gesù.
Tomasso Trussoni, arcivescovo di Cosenza, affidò alla comunità anche la preparazione dei fanciulli alla prima comunione e l'assistenza ai moribondi. Le costituzioni delle Minime della Passione vennero approvate dalla congregazione per i Religiosi il 2 gennaio 1948 e la congregazione ricevette il pontificio decreto di lode l'8 luglio 1970.
Il 14 settembre 2011 la fondatrice Elena Aiello è stata beatificata.

## Attività e diffusione
Il patrono della congregazione è san Francesco di Paola; anche l'Addolorata è una speciale protettrice dell'istituto e le sante Rita e Teresa del Bambin Gesù sono oggetto di particolare devozione. Le religiose si dedicano all'istruzione e all'educazione della gioventù in scuole e convitti, alla cura degli orfani, all'assistenza agli anziani nelle case di riposo e all'aiuto nelle parrocchie.
Oltre che in Italia, le suore sono presenti in Svizzera, Brasile, Colombia e Canada; la casa generalizia, dal 1937, è in via dei Martiri a Cosenza.
Al 31 dicembre 2008 la congregazione contava 112 religiose in 18 case.